# 학제간 연구
학제간 연구(學際間硏究, 영어: Interdisciplinarity)는 어떤 대상을 연구할 때 서로 다른 여러 학문 분야에 걸쳐 제휴하여 참여하는 연구를 가리키며, 일본식 조어로는 학제적 연구(일본어: 学際的研究)라고도 한다. 여러 학제에 걸친 연구가 필요한 성질을 가리켜 학제성(學際性)이라고도 부른다.

## 같이 보기
- 지역학(en:Area studies, 지역 연구)
  - 아시아학
    - 동아시아학
      - 한국학
      - 일본학
      - 중국학

    - 중동학(영어판)
      - 이란학

  - 유럽학(영어판)
    - 독일학
    - 프랑스학
    - 이탈리아학
    - 스페인학
    - 슬라브학
- 아메리카 대륙학(North & Latin American studies, 북미 및 중남미학)
  - 미국학
  - 중남미학(en:Latin American studies, 라틴아메리카학)